# KLK3
KLK3 (англ. kallikrein-related peptidase 3), також відомий як простат-специфічний антиген (ПСА, англ. prostate-specific antigen, PSA) – білок, який кодується однойменним геном, розташованим у людей на короткому плечі 19-ї хромосоми. Довжина поліпептидного ланцюга білка становить 261 амінокислот, а молекулярна маса — 28 741.
| 10         |  | 20         |  | 30         |  | 40         |  | 50         |
| ---------- |  | ---------- |  | ---------- |  | ---------- |  | ---------- |
| MWVPVVFLTL |  | SVTWIGAAPL |  | ILSRIVGGWE |  | CEKHSQPWQV |  | LVASRGRAVC |
| GGVLVHPQWV |  | LTAAHCIRNK |  | SVILLGRHSL |  | FHPEDTGQVF |  | QVSHSFPHPL |
| YDMSLLKNRF |  | LRPGDDSSHD |  | LMLLRLSEPA |  | ELTDAVKVMD |  | LPTQEPALGT |
| TCYASGWGSI |  | EPEEFLTPKK |  | LQCVDLHVIS |  | NDVCAQVHPQ |  | KVTKFMLCAG |
| RWTGGKSTCS |  | GDSGGPLVCN |  | GVLQGITSWG |  | SEPCALPERP |  | SLYTKVVHYR |
| KWIKDTIVAN |  | P          |  |            |  |            |  |            |

A: Аланін

C: Цистеїн

D: Аспарагінова кислота

E: Глутамінова кислота

F: Фенілаланін

G: Гліцин

H: Гістидин

I: Ізолейцин

K: Лізин

L: Лейцин

M: Метіонін

N: Аспарагін

P: Пролін

Q: Глутамін

R: Аргінін

S: Серин

T: Треонін

V: Валін

W: Триптофан

Кодований геном білок за функціями належить до гідролаз, протеаз, серинових протеаз. 
Задіяний у такому біологічному процесі, як альтернативний сплайсинг. 
Секретований назовні.
ПСА виробляється для еякуляту, де він розріджує сперму в сім’яному згустку і дозволяє сперматозоїдам вільно рухатися.  Вважається також, що він відіграє важливу роль у розчиненні цервікального слизу, дозволяючи сперматозоїдам проникати в матку. 
ПСА присутній у невеликих кількостях у сироватці крові чоловіків із здоровою простатою, але його рівень часто підвищується при наявності раку простати або інших захворювань простати. ПСА не є унікальним маркером раку простати, оскільки його підвищення може також спостерігатися при простатиті або доброякісній гіперплазії простати.

## Рак простати

### Скринінг
Клінічні настанови щодо скринінгу раку простати різняться і є суперечливими, частково через невизначеність щодо того, чи переважають переваги скринінгу зрештою над ризиками надмірної діагностики та надмірного лікування.  У Сполучених Штатах Управління з контролю за продуктами і ліками (FDA) схвалило тест на ПСА для щорічного скринінгу раку простати у чоловіків віком від 50 років. Перед проведенням тесту пацієнта необхідно поінформувати про ризики та переваги тестування на ПСА.
У Сполученому Королівстві, станом на 2018 рік, Національна служба охорони здоров'я (NHS) не зобов'язує і не рекомендує проходити тест на ПСА, але дозволяє пацієнтам приймати рішення на основі поради свого лікаря. NHS не пропонує загального скринінгу за допомогою тесту на ПСА з аналогічних причин.
Рівні ПСА в межах від 4 до 10 нг/мл (нанограм на мілілітр) вважаються підозрілими, і слід розглянути можливість підтвердження аномального результату повторним тестом. Якщо це показано, проводиться біопсія простати для отримання зразка тканини з метою гістопатологічного аналізу
Хоча тестування на ПСА може допомогти одному з тисячі чоловіків уникнути смерті від раку простати, у 4–5 з тисячі чоловіків смерть від раку простати настане протягом 10 років навіть за умов скринінгу. Це означає, що скринінг із використанням ПСА може знизити смертність від раку простати до 25%. Очікувані негативні наслідки включають тривожність у 100–120 чоловіків, які отримують хибнопозитивні результати, біль під час біопсії та інші ускладнення, пов’язані з біопсією у разі хибнопозитивних тестів.
Використання скринінгових тестів на ПСА також є суперечливим через сумнівну точність тесту. Скринінг може показати аномальні результати навіть тоді, коли у чоловіка немає раку (це називається хибнопозитивним результатом), або нормальні результати навіть тоді, коли рак насправді є (це називається хибнонегативним результатом). Хибнопозитивні результати тесту можуть спричиняти розгубленість і тривожність у чоловіків, а також призводити до непотрібних біопсій простати - процедури, яка несе ризик болю, інфекції та кровотечі. Хибнонегативні результати можуть створювати у чоловіків помилкове відчуття безпеки, хоча насправді рак може бути присутнім.
еред тих, у кого виявлено рак простати, надмірне лікування є поширеним явищем, оскільки більшість випадків цього раку не очікуються як такі, що спричинять симптоми через повільний ріст пухлини. Через це багато чоловіків зазнають побічних ефектів лікування: з кожної тисячі обстежених 29 чоловіків можуть зіткнутися з еректильною дисфункцією, 18 - з нетриманням сечі, двоє - із серйозними серцево-судинними подіями, один - із тромбоемболією легеневої артерії або глибоким венозним тромбозом, і один випадок - з летальним ускладненням під час операції. Оскільки очікувані ризики часто сприймаються пацієнтами як незначні порівняно з ризиком смерті, більшість чоловіків із діагнозом раку простати (до 90% випадків) обирають активне лікування.

### Стратифікація ризику та стадіювання
Чоловіків з раком передміхурової залози можна охарактеризувати як таких, що мають низький, середній або високий ризик виникнення/розвитку метастатичного захворювання або смерті від раку передміхурової залози. Рівень ПСА є однією з трьох змінних, на яких базується стратифікація ризику; інші - це ступінь раку передміхурової залози (система класифікації Глісона) та стадія раку на основі фізикального обстеження та досліджень візуалізації. Критерії Д'Аміко для кожної категорії ризику:
Низький ризик: PSA < 10, бали Глісона ≤ 6, ТА клінічна стадія ≤ T2a
Проміжний ризик: PSA 10-20, бали глісона 7, АБО клінічна стадія T2b/c
Високий ризик: PSA > 20, бали Глісона ≥ 8, АБО клінічна стадія ≥ T3
Враховуючи відносну простоту критеріїв Д'Аміко 1998 року (вище), існують або були запропоновані інші прогностичні моделі стратифікації ризику, засновані на математичних конструкціях ймовірності, щоб забезпечити краще узгодження рішень щодо лікування з особливостями захворювання. Проводяться дослідження щодо включення результатів багатопараметричної МРТ-візуалізації до номограм, що базуються на ПСА, ступені злоякісності за шкалою Глісона та стадії пухлини.

### Моніторинг після лікування
Рівень ПСА періодично контролюється (наприклад, кожні 6–36 місяців) після лікування раку простати – частіше у пацієнтів з високим ризиком захворювання, рідше у пацієнтів з низьким ризиком захворювання. Якщо хірургічне лікування (тобто радикальна простатектомія) успішно видаляє всю тканину простати (і рак простати), ПСА стає невиявним протягом кількох тижнів. Подальше підвищення рівня ПСА вище 0,2 нг/мл зазвичай розглядається як ознака рецидиву раку передміхурової залози після радикальної простатектомії; рідше це може просто вказувати на залишкову доброякісну тканину передміхурової залози.
Після променевої терапії будь-якого типу раку передміхурової залози можуть бути виявлені деякі рівні ПСА, навіть якщо лікування зрештою виявляється успішним. Це ускладнює інтерпретацію зв'язку між рівнями ПСА та рецидивом/персистенцією раку передміхурової залози після променевої терапії. Рівень ПСА може продовжувати знижуватися протягом кількох років після променевої терапії. Найнижчий рівень називається надиром ПСА. Подальше підвищення рівня ПСА на 2,0 нг/мл вище надиру є прийнятим на даний момент визначенням рецидиву раку передміхурової залози після променевої терапії.
Рецидивний рак передміхурової залози, виявлений за підвищенням рівня ПСА після лікувального лікування, називається «біохімічним рецидивом». Ймовірність розвитку рецидивного раку передміхурової залози після лікувального лікування пов'язана з доопераційними змінними, описаними в попередньому розділі (рівень ПСА та ступінь/стадія раку). Рак низького ризику має найменшу ймовірність рецидиву, але також найменшу ймовірність того, що він взагалі потребуватиме лікування.

## Простатит
Рівень ПСА підвищується на тлі інфекції/запалення простати (простатиту), часто помітно (> 100).

## Судово-медична ідентифікація сперми
ПСА (простатичний специфічний антиген) вперше був ідентифікований дослідниками, які намагалися знайти речовину в сім'яній рідині, що могла б допомогти у розслідуванні випадків зґвалтування. ПСА використовується для виявлення наявності сперми у судово-серологічних дослідженнях. У спермі дорослих чоловіків рівень ПСА значно перевищує його концентрацію в інших тканинах, тому високий рівень ПСА у зразку є індикатором можливої присутності сперми. Оскільки ПСА є біомаркером, що виробляється незалежно від наявності сперматозоїдів, він залишається корисним для ідентифікації сперми у чоловіків після вазектомії та у випадках азооспермії.
ПСА також може бути присутній у низьких концентраціях в інших біологічних рідинах, таких як сеча та грудне молоко, тому для виключення хибнопозитивних результатів і достовірного підтвердження наявності сперми встановлюється високий мінімальний поріг інтерпретації. Традиційні методи, такі як кросовер-електрофорез, мають недостатню чутливість і виявляють лише сім'яний ПСА, тоді як нові діагностичні тести, розроблені на основі клінічних методів скринінгу раку простати, знизили поріг виявлення до 4 нг/мл. Такий рівень антигену може бути присутнім у периферичній крові чоловіків із раком простати, а також рідко зустрічається у жіночій сечі та грудному молоці.

## Продукція
ПСА (простатичний специфічний антиген) виробляється в епітеліальних клітинах простати, і його можна виявити в зразках біопсії або інших гістологічних препаратах за допомогою імуногістохімії. Пошкодження цього епітелію, наприклад при запаленні або доброякісній гіперплазії простати, може призводити до дифузії антигену в тканини навколо епітелію, що є причиною підвищення рівня ПСА в крові при таких станах.
Більш суттєво те, що ПСА залишається присутнім у клітинах простати навіть після їх злоякісного перетворення. Зазвичай клітини раку простати мають мінливе або слабке фарбування на ПСА через порушення їх нормального функціонування. Таким чином, окремі ракові клітини виробляють менше ПСА, ніж здорові, але підвищений рівень ПСА у сироватці крові пацієнтів з раком простати пов’язаний із значною кількістю таких клітин, а не з їх індивідуальною активністю. У більшості випадків раку простати клітини все ж залишаються позитивними на ПСА, що дозволяє використовувати цей маркер для ідентифікації метастазів. Однак оскільки деякі високозлоякісні пухлини простати можуть повністю не експресувати ПСА, гістологічний аналіз таких випадків зазвичай включає комбінацію ПСА з іншими маркерами, такими як простатична кисла фосфатаза та CD57.

## Механізм дії
Фізіологічна функція KLK3 (PSA) полягає у розчиненні сім'яного згустка (коагулюму), який утворюється з семеногелинів та фібронектину і утримує сперматозоїди. Його протеолітична дія ефективно розріджує згусток, звільняючи сперматозоїди. Активність PSA жорстко регулюється: у простаті він присутній у неактивній проформі, яка активується завдяки дії KLK2 - іншої калікреїн-пов’язаної протеази. У простаті концентрація іонів цинку в 10 разів вища, ніж у інших рідинах організму. Іони цинку сильно інгібують активність як PSA, так і KLK2, роблячи PSA повністю неактивним.
Додаткова регуляція відбувається через зміни pH. Хоча активність PSA зростає при підвищенні pH, інгібуюча дія цинку також посилюється. pH сім'яної рідини слаболужний, а концентрація цинку висока. Під час еякуляції сім'яна рідина потрапляє в кисле середовище вагіни через наявність молочної кислоти. У фертильних пар кінцевий pH вагіни після статевого акту наближається до рівня 6–7, що знижує інгібування PSA цинком. На цих рівнях pH зменшена активність PSA компенсується послабленням інгібування цинком, забезпечуючи поступове розрідження згустка та контрольоване вивільнення сперматозоїдів.

## Біохімія
Простатичний специфічний антиген (PSA, також відомий як калікреїн III, семінін, семеногелаза, γ-семінопротеїн та P-30 антиген) - це 34 кДа глікопротеїн, який майже виключно виробляється простатою. Він належить до серинових протеаз (EC 3.4.21.77), а його ген розташований у людей на 19-й хромосомі (19q13).

## Історія
Відкриття простатичного специфічного антигену (PSA) супроводжується суперечками, оскільки PSA був незалежно виявлений у тканині простати та спермі різними дослідниками, які надали йому різні назви.
Флокс (Flocks) першим провів експерименти з антигенами простати в 1960-х роках Через 10 років Аблін (Ablin) повідомив про виявлення преципітуючих антигенів у простаті.
У 1971 році Міцуво Хара (Mitsuwo Hara) описав унікальний білок у сім'яній рідині - гама-семінопротеїн. У 1973 році Лі та Белінг (Li and Beling) ізолювали з людської сперми білок E1, намагаючись розробити новий метод контролю фертильності.
У 1978 році Сенсабо (Sensabaugh) ідентифікував специфічний для сперми білок p30, довівши, що він ідентичний білку E1, і встановив, що його джерелом є простата. У 1979 році Ван (Wang) очистив тканинно-специфічний антиген із простати, назвавши його «простатичний антиген».
Кількісне вимірювання PSA у крові вперше провів Папсідеро (Papsidero) у 1980 році, а Стеймі (Stamey) розпочав клінічні дослідження PSA як маркера раку простати.

## Рівні сироватки
ПСА зазвичай присутній у крові на дуже низьких рівнях. Референсний діапазон менше 4 нг/мл для першого комерційного тесту на ПСА, Hybritech Tandem-R PSA, який був випущений у лютому 1986 року, був встановлений на основі дослідження, яке показало, що у 99% із 472, на вигляд здорових чоловіків, загальний рівень ПСА був нижчим за 4 нг/мл.
Підвищений рівень ПСА може свідчити про наявність раку простати. Однак рак простати також може бути присутнім за повної відсутності підвищеного рівня ПСА, і в цьому випадку результат тесту буде хибнонегативним.
Повідомлялося, що ожиріння знижує рівень ПСА в сироватці крові. Затримка на ранньому етапі виявлення може частково пояснити гірші результати у чоловіків з ожирінням та ранньою стадією раку простати. Після лікування вищий ІМТ також корелює з вищим ризиком рецидиву.
Рівні ПСА також можуть підвищуватися через простатит, подразнення, доброякісну гіперплазію простати (ДГПЗ) та нещодавню еякуляцію, що може призводити до хибнопозитивних результатів. Дослідження показали, що пальцеве ректальне обстеження (ПРО) також підвищує рівень ПСА . Однак цей ефект є клінічно незначущим, оскільки ПРО викликає найбільше підвищення у пацієнтів, у яких рівень ПСА вже перевищує 4,0 нг/мл. Рівні ПСА вищі влітку, ніж у інші пори року.
"Нормальні" референсні діапазони простат-специфічного антигену збільшуються з віком, як і типові діапазони при раку простати (див. відповідну таблицю).
| Вік                               | 40 - 49 | 40 - 49   | 50 - 59 | 50 - 59    | 60 - 69 | 60 - 69   | 70-79 | 70-79     | років         |
| --------------------------------- | ------- | --------- | ------- | ---------- | ------- | --------- | ----- | --------- | ------------- |
|                                   | Рак     | Не рак    | Рак     | Не рак     | Рак     | Не рак    | Рак   | Не рак    |               |
| 5-й перцентиль                    | 0.4     | 0.3       | 1.2     | 0.3        | 1.7     | 0.3       | 2.3   | 0.4       | ng/mL or μg/L |
| 95-й перцентиль Не-афроамериканці | 163.0   | 1.2 - 2.9 | 372.5   | 2.07 - 4.7 | 253.2   | 2.8 - 7.2 | 613.2 | 4.0 - 9.0 | ng/mL or μg/L |
| 95-й перцентиль Афроамериканці    | 163.0   | 2.4 - 2.7 | 372.5   | 4.4 - 6.5  | 253.2   | 6.7 - 11  | 613.2 | 7.7 - 13  | ng/mL or μg/L |

### Швидкість підвищення рівня ПСА
Попри попередні дані, сучасні дослідження показують, що швидкість підвищення рівня ПСА (наприклад, понад 0,35 нг/мл/рік, так звана «швидкість ПСА» або PSA velocity) не є більш специфічним маркером раку простати, ніж сам рівень ПСА в сироватці крові.
Однак швидкість зростання ПСА може мати прогностичне значення у випадку раку простати. У чоловіків із раком простати, у яких рівень ПСА зростав більш ніж на 2,0 нг/мл протягом року до встановлення діагнозу, ризик смерті від раку простати є вищим, навіть якщо було проведено радикальну простатектомію. Дослідження 2008 року показало, що швидкість ПСА є більш корисною, ніж час подвоєння ПСА (PSA doubling time), для виявлення пацієнтів із загрозливим для життя захворюванням до початку лікування.
Чоловіки з підвищеним ризиком раку простати, які вирішують відстежувати свої значення ПСА у динаміці (наприклад, протягом років), можуть використовувати напівлогарифмічний графік. Експоненціальне зростання значень ПСА виглядає як пряма лінія  на такому графіку, тому поява нового значення ПСА, що суттєво перевищує цю лінію, сигналізує про перехід до нового, значно вищого темпу зростання, тобто - до більшої швидкості ПСА.

### Вільний ПСА

Ризик раку простати в двох вікових групах на основі вільного ПСА як % від загального ПСА

Більша частина ПСА в крові зв’язана з білками сироватки. Невелика кількість залишається у вільному стані (не зв’язаною з білками) і називається "вільним ПСА". У чоловіків із раком простати співвідношення вільного ПСА до загального знижується. Ризик раку зростає, якщо цей показник становить менше 25%. Чим нижчим є співвідношення, тим вища ймовірність наявності раку простати. Визначення співвідношення вільного та загального ПСА є особливо корисним для уникнення непотрібних біопсій у пацієнтів із рівнем ПСА між 4 та 10 нг/мл. Однак як загальний, так і вільний ПСА тимчасово підвищуються після еякуляції, повертаючись до базових значень протягом 24 годин.

### Неактивний ПСА
Тест на ПСА, проведений у 1994 році, не зміг диференціювати рак передміхурової залози від доброякісної гіперплазії передміхурової залози (ДГПЗ), а комерційні набори для аналізу ПСА не надавали правильних значень ПСА. Таким чином, із введенням співвідношення вільного до загального ПСА надійність тесту покращилася. Вимірювання активності ферменту може збільшити співвідношення вільного до загального ПСА та ще більше покращити діагностичну цінність тесту. Було показано, що протеолітично активний ПСА має антиангіогенний ефект   а деякі неактивні підформи можуть бути пов'язані з раком передміхурової залози, як показано за допомогою MAb 5D3D11, антитіла, здатного виявляти форми, що рясно представлені в сироватках крові хворих на рак. Наявність неактивних проферментних форм ПСА є ще одним потенційним показником захворювання.

### Комплексний ПСА
ПСА існує в сироватці крові у вільній (незв'язаній) формі та в комплексі з альфа-1-антихімотрипсином; було проведено дослідження, щоб з'ясувати, чи є вимірювання комплексного ПСА більш специфічними та чутливими біомаркерами раку простати, ніж інші підходи.

## ПСА в інших біологічних рідинах і тканинах
| Рідина            | ПСА (нг/мл)       |
| ----------------- | ----------------- |
| сперма            | 200,000 - 5.5 млн |
| амніотична рідина | 0.60 - 8.98       |
| грудне молоко     | 0.47 - 100        |
| слина             | 0                 |
| жіноча сеча       | 0.12 - 3.72       |
| жіноча сироватка  | 0.01 - 0.53       |

Термін «простат-специфічний антиген» є неправильним: це антиген, але він не є специфічним для простати. Хоча він присутній у великих кількостях у тканині простати та спермі, він був виявлений і в інших рідинах і тканинах організму.
У жінок ПСА виявляється в жіночому еякуляті в концентраціях, приблизно рівних концентрації, що міститься в чоловічій спермі. Окрім сперми та жіночого еякуляту, найбільші концентрації ПСА в біологічних рідинах виявляються в грудному молоці та навколоплідних водах. Низькі концентрації ПСА були виявлені в уретральних залозах, ендометрії, нормальній тканині молочної залози та тканині слинних залоз. ПСА також виявляється в сироватці крові жінок з раком молочної залози, легень або матки, а також у деяких пацієнтів з раком нирок..
Зразки тканин можна забарвити на наявність ПСА, щоб визначити походження злоякісних клітин, що метастазували.

## Взаємодії
Було показано, що ПСА взаємодіє з інгібітором протеїну С. Він взаємодіє та активує  фактораи росту судинного ендотелію VEGF-C та VEGF-D, що беруть участь в ангіогенезі пухлини та лімфатичному метастазуванні пухлин.